# 2022년 동계 패럴림픽 메달 집계
2022년 동계 패럴림픽 메달 집계는 2022년 동계 패럴림픽에서 획득한 메달 순으로 매긴 각국의 국가 패럴림픽 위원회들의 목록이다.

## 메달 집계
다음은 국제 패럴림픽 위원회에서 제공하는 정보를 토대로 한 표로, 금메달 · 은메달 · 동메달의 수 순서로 랭킹을 매긴다. 금은동의 수가 모두 동률일 경우, 같은 순위가 되고 IPC 국가 부호의 알파벳 순으로 목록에 표시한다.
주최국인 중화인민공화국은 연보라색으로 표시되어 있다.
| 순위 | 국가           | 금메달 | 은메달 | 동메달 | 합계 |
| ---- | -------------- | ------ | ------ | ------ | ---- |
| 1    | 중화인민공화국 | 18     | 20     | 23     | 61   |
| 2    | 우크라이나     | 11     | 10     | 8      | 29   |
| 3    | 캐나다         | 8      | 6      | 11     | 25   |
| 4    | 프랑스         | 7      | 3      | 2      | 12   |
| 5    | 미국           | 6      | 11     | 3      | 20   |
| 6    | 오스트리아     | 5      | 5      | 3      | 13   |
| 7    | 독일           | 4      | 8      | 7      | 19   |
| 8    | 노르웨이       | 4      | 2      | 1      | 7    |
| 9    | 일본           | 4      | 1      | 2      | 7    |
| 10   | 슬로바키아     | 3      | 0      | 3      | 6    |
| 11   | 이탈리아       | 2      | 3      | 2      | 7    |
| 12   | 스웨덴         | 2      | 2      | 3      | 7    |
| 13   | 핀란드         | 2      | 2      | 0      | 4    |
| 14   | 영국           | 1      | 1      | 4      | 6    |
| 15   | 뉴질랜드       | 1      | 1      | 2      | 4    |
| 16   | 네덜란드       | 0      | 3      | 1      | 4    |
| 17   | 오스트레일리아 | 0      | 0      | 1      | 1    |
| 17   | 카자흐스탄     | 0      | 0      | 1      | 1    |
| 17   | 스위스         | 0      | 0      | 1      | 1    |
| 합계 | 합계           | 78     | 78     | 78     | 234  |

## 같이 보기
- 2022년 동계 올림픽 메달 집계